# Bosquerola protonotària
La bosquerola protonotària
(Protonotaria citrea) és una espècie d'ocell de la família dels parúlids (Parulidae) i única espècie del gènere Protonotaria. En estiu habita pantans i boscos de l'est dels Estats Units i passa l'hivern més al sud, arribant fins al nord de Sud-amèrica.